# هوارد برودي
هوارد برودي (بالإنجليزية: Howard Brodie)‏ هو فنان أمريكي، ولد في 18 نوفمبر 1915، وتوفي في 19 سبتمبر 2010.